# Athyrium parasnathense
Athyrium parasnathense är en majbräkenväxtart som först beskrevs av C. B. Cl., och fick sitt nu gällande namn av Ren-Chang Ching, Mehra och Bir. Athyrium parasnathense ingår i släktet Athyrium och familjen Athyriaceae. Inga underarter finns listade.